# Josep Clotet Ruiz
Josep Clotet (Igualada, 28 d'abril del 1977) altrament conegut com a Pep Clotet, és un entrenador de futbol català que ha entrenat equips de la primera divisió de Suècia, Noruega, Gal·les i Anglaterra. Ha treballat també com a director del col·legi català d'entrenadors de futbol. L'any 2016 va fitxar com a segon entrenador del Leeds United.

## Trajectòria com a entrenador
| Equip                                             | País       | Any       |
| ------------------------------------------------- | ---------- | --------- |
| UE Cornellà                                       | Espanya    | 2001-2003 |
| RCD Espanyol Juvenil                              | Espanya    | 2004-2006 |
| UE Figueres                                       | Espanya    | 2006-2007 |
| RCD Espanyol Juvenil                              | Espanya    | 2007-2008 |
| RCD Espanyol B                                    | Espanya    | 2008-2010 |
| Malmö FF (segon entrenador)                       | Suècia     | 2010      |
| Halmstads BK                                      | Suècia     | 2011      |
| Viking FK                                         | Noruega    | 2012      |
| Atlético Malagueño                                | Espanya    | 2012-2013 |
| Swansea City AFC (futbol base i segon entrenador) | Gal·les    | 2013-2015 |
| Leeds United (segon entrenador)                   | Anglaterra | 2016-     |

## Palmarès
- 1 campionat de Divisió d'Honor juvenil: 2007-2008 com a segon entrenador del RCD Espanyol juvenil
- 1 campionat de Tercera Divisió: 2008-2009 com a primer entrenador del RCD Espanyol B
- 1 campionat Allsvenskan: 2010 com a segon entrenador del Malmö FF